# 京都府道80号日吉京丹波線
京都府道80号日吉京丹波線（きょうとふどう80ごう ひよしきょうたんばせん）は、京都府南丹市日吉町保野田を起点に船井郡京丹波町下山に至る府道（主要地方道）である。

## 概要
胡麻川沿いの山間を東西に結ぶ。
以前は日吉丹波線という名称であったが、京丹波町の合併に伴い変更された。

### 路線データ
- 起点：南丹市日吉町殿田（京都府道19号園部平屋線交点）
- 終点：船井郡京丹波町下山（国道27号交点）

## 歴史
- 1993年（平成5年）5月11日 - 建設省から、府道日吉丹波線が日吉丹波線として主要地方道に指定される[1]。
- 1994年（平成6年）4月1日:京都府が認定、整理番号は80となった。
- 2015年（平成27年）3月27日: 京都府告示第168号により、船井郡京丹波町須知 - 下山間（延長8.3 km：国道9号・国道27号と重複）を延長し、終点が船井郡京丹波町下山に変更された。
- 2015年（平成27年）4月1日: 国道27号の下山バイパスに並行する現道区間（船井郡京丹波町富田 - 下山間：延長3.4 km）が京都府に移管され、本路線の単独区間として京都府南丹土木事務所の管理となった[2]。

## 路線状況

### 重複区間
- 京都府道50号京都日吉美山線（南丹市日吉町殿田 - 南丹市日吉町保野田）
- 国道9号（船井郡京丹波町須知 - 船井郡京丹波町蒲生八ツ谷）
- 国道27号（船井郡京丹波町蒲生八ツ谷 - 船井郡京丹波町富田）

### 道の駅
- 道の駅丹波マーケス

## 地理

### 通過する自治体
- 南丹市
- 船井郡京丹波町

### 交差する道路
- 京都府道19号園部平屋線（京都府道50号京都日吉美山線 重複）（南丹市日吉町殿田・殿田交差点、起点）
- 京都府道50号京都日吉美山線（南丹市日吉町保野田）
- 国道9号・京都府道444号桧山須知線（船井郡京丹波町須知色紙田）
- 国道9号・国道27号（船井郡京丹波町蒲生八ツ谷）
- 京都府道445号富田胡麻停車場線（船井郡京丹波町富田）
- 京都府道446号豊田富田線（船井郡京丹波町富田）
- 国道27号（船井郡京丹波町富田）
- 京都府道26号京丹波三和線（船井郡京丹波町下山）
- 国道27号（船井郡京丹波町下山、終点）

### 沿線にある施設など
- 南丹市立殿田中学校
- 南丹市立殿田小学校
- 西日本旅客鉄道（JR西日本）山陰本線 日吉駅
- 南丹市役所 日吉支所
- 南丹市保健センター
- クラウンヒルズ京都ゴルフ倶楽部
- グランベール京都ゴルフ倶楽部
- 太閤坦カントリークラブ丹波コース
- 石井食品
- 西日本旅客鉄道（JR西日本）山陰本線 下山駅
- 下山郵便局